# Információszabadság
Az információszabadság a közérdekű, valamint közérdekből nyilvános adatok megismeréséhez és terjesztéséhez fűződő alapvető jog, mely elősegíti a közhatalom gyakorlásának demokratikus kontrollját és a közintézmények átláthatóságát (transzparencia).

## Az információszabadság kialakulásának története
Az abszolutizmus (abszolút monarchia) a 16–18. századra jellemző államszerkezeti forma volt. Az uralkodó korlátlan hatalommal rendelkezve, az országgyűlés kihagyásával döntött. Ezt úgy tudta megtenni, hogy függetlenségét állandó hadseregére és hivatali szervezeteire alapozta, így mind politikailag, mind fizikálisan védelmet élvezhetett.
Az abszolutizmus hanyatlásával felerősödött a polgárság igénye a változásra, amely velejárója az információk utáni kíváncsiság, az információk megismerése iráni igény, a hatalom ellenőrzésének lehetősége, vagyis az informáltsághoz való jog.
A polgári társadalom polgári és emberi jogokat harcolt ki magának, forradalmakon keresztül. Elérve ezzel azt, hogy az államuk működésével kapcsolatban információkat szerezzenek, annak működésével kapcsolatban keletkezett adatokat megismerhették és ettől már nem lehetett többé távol tartani a társadalmat, a polgárságot.
A demokrácia alapjait adó népképviselet és népszuverenitás csak akkor működik jól, ha a társadalom magánszférája védve maradhat, de az állam működésével – különösen a költekezésével – kapcsolatban keletkezett adatok, információk megismerhetők.
Az angol polgári forradalom jelentős hatással bírt a polgárosodás megerősödésének folyamatában. Az angol egyházi szertartások bevezetése ellen lázadó skótok 1637-ben felkelést szítottak, amely következménye volt, hogy az uralkodónak segítséget kellett kérnie a parlamenttől, hogy le tudja győzni a lázadókat. Az 1640. április 13-án összegyűlt parlament ezt azonban nem szavazta meg, az uralkodó helyette háború-ellenes petíciót kapott, amelyben az abszolutizmus megszüntetését, jogokat és szabad vallásgyakorlást követeltek, valamint azt is követelték, hogy az uralkodó nevezze meg a tanácsadóit. A király ezen felháborodva három hét múlva feloszlatta a parlamentet (rövid parlament), az ellenzék vezetőit letartóztatta. 1640 őszén az uralkodó kényszerűségből ismét összehívta a parlamentet, amely rendelkezett saját feloszlatásának lehetőségéről, valamint a király tanácsadóinak a felelősségre vonásáról is. A király legfőbb tanácsadóit vád alá helyezték, Laud érseket és Stafford[1] grófját ki is végeztették.
A svéd sajtószabadság-törvényben szerepelt először az információszabadság törvényi szabályozása 1766-ban, amely megengedte, hogy az állampolgárok betekinthessenek a hivatalos iratokba. „A sajtó tájékoztatási feladata nem lehet üres jogszabályi deklaráció, az maga a sajtószabadság legbensőbb magja. Persze nem lenne feltétlenül szükséges az információszabadság kiterjesztése ahhoz, hogy ezen kötelezettségének a sajtó eleget tegyen. A zavar elsősorban terminológiai, és nem jár gyakorlati következményekkel, mindenesetre az információszabadság”, „informáltsághoz való jog”, „tájékozódáshoz való jog” körében ideje lenne a fogalmi tisztázásnak. Mindenesetre annyi leszögezhető, hogy az információk megismerése, átadása, terjesztése – tehát az alkotmányok és az egyezményekben kifejezetten szereplő jogok nem csupán az Állammal szemben követelhetőek, az informálás feladatát pedig bárki elláthatja, tehát nem csak a sajtó végezheti el.”
Az Emberi és polgári jogok nyilatkozata (1789) a francia forradalom egyik alapvető dokumentuma, mely az emberek egyéni és közösségi jogait határozza meg. A nyilatkozat XIV. pontja kimondja, hogy „A polgároknak saját személyükben vagy képviselők útján joguk van e közös hozzájárulás szükségszerűségét megállapítani s azt szabadon megszavazni, valamint felhasználását nyomon követni, s meghatározni mennyiségét, alapját, elosztását, behajtását és időtartamát.” A nyilatkozat tehát lehetővé tette, hogy a polgárok az adók szükségszerűségét, felhasználását megismerhessék, és erről dönthessenek, ezzel biztosítva az államkiadások átláthatóságát.
Németországban a 18. században magán- és üzleti olvasókörök, olvasótársaságok, klubok formájában olvasták a folyóiratokat, újságokat és vitatták meg a közügyeket. Ennek oka az államszerkezeti és államszervezeti sajátosság volt. Immanuel Kant A tiszta ész kritikája című műve az emberi megismerőképesség kritikai vizsgálatát tartalmazza. Sziklay Júlia az ezzel foglalkozó cikkében leírja, hogy „Az „okoskodó közönség” kifejezést Habermas Kanttól vette át és azokra a polgári körökre alkalmazta, akiknek véleménye már nem egyszerűen valamilyen tárgyban kialakított vélekedés (opinion), hanem a közügyek (public affairs) feletti elmélkedés és ennek nyilvános megvitatása.”
Az Emberi Jogok Egyetemes Nyilatkozata (1948) az ENSZ által létrehozott és elfogadott nyilatkozat, amely tartalmazza a világszervezet álláspontját a minden embert megillető alapvető jogokról, ezzel a vélemény és a kifejezés szabadságát teremti meg:
„2. cikk: Mindenki, bármely megkülönböztetésre, nevezetesen fajra, színre, nemre, nyelvre, vallásra, politikai vagy bármely más véleményre, nemzeti vagy társadalmi eredetre, vagyonra, születésre, vagy bármely más                     körülményre való tekintet nélkül hivatkozhat a jelen Nyilatkozatban kinyilvánított összes jogokra és szabadságokra.”
„19. cikk: Minden személynek joga van a vélemény és a kifejezés szabadságához, amely magában foglalja azt a jogot, hogy véleménye miatt ne szenvedjen zaklatást és hogy határokra való tekintet nélkül kutathasson, átvihessen és terjeszthessen híreket és eszméket bármilyen kifejezési módon.”
Az Emberi Jogok Európai Egyezménye (1950) az Európa Tanács egyezménye, amelyet Magyarországon az emberi jogok és az alapvető szabadságok védelméről szóló, Rómában, 1950. november 4-én kelt Egyezmény és az ahhoz tartozó nyolc kiegészítő jegyzőkönyv kihirdetéséről szóló 1993. évi XXXI. törvény hirdetett ki. Az Egyezmény 10. cikke meghatározza a véleménynyilvánítás szabadságát: „Mindenkinek joga van a véleménynyilvánítás szabadságához. Ez a jog magában foglalja a véleményalkotás szabadságát és az információk, eszmék megismerésének és közlésének szabadságát országhatárokra tekintet nélkül és anélkül, hogy ebbe hatósági szerv beavatkozhasson. Ez a Cikk nem akadályozza, hogy az államok a rádió-, televízió- vagy mozgókép vállalatok működését engedélyezéshez kössék.”
A Polgári és Politikai Jogok Nemzetközi Egyezségokmánya (1966) az ENSZ által elfogadott egyezmény, amely az Emberi jogok Egyetemes Nyilatkozatának szerkezetét követi. Az egyezmény 19. cikke alapján „Mindenkinek joga van a szabad véleménynyilvánításra; ez a jog magában foglalja mindenfajta adat és gondolat határokra való tekintet nélküli - szóban, írásban, nyomtatásban, művészi formában vagy bármilyen más tetszése szerinti módon történő - keresésének, megismerésének és terjesztésének a szabadságát is.”
A Freedom of Information Act (1966) az információs szabadságról szóló amerikai törvény. Célja az amerikai kormányzat birtokában található információk nyilvánosságra hozatala. A Privacy Act (1974) kapcsolódik a Freedom of Information Acthoz, a hatósági adatkezelésekre vonatkozó szabályokat tartalmaz.
Az Európa Tanács Parlamenti Közgyűlésének 854 (1979) ajánlása indokolásában a Közgyűlés következőképpen fogalmaz: „Csak egy informált társadalom lehet demokratikus társadalom. Ebből következik, hogy egy demokratikus társadalomban a kormány politikáját és annak megvalósítása módját érintő informáltság nemcsak egyéni jog, hanem a kormánynak is kötelessége a közvélemény tájékoztatása”
Az Aarhusi Egyezmény 1998-ban került elfogadásra, környezeti ügyekben az információhoz való hozzáférésről, a nyilvánosságnak a döntéshozatalban történő részvételéről és az igazságszolgáltatáshoz való jog biztosításáról szól, Magyarországon a 2001. évi LXXXI. törvény hirdette ki.
Az Európai Unió Alapjogi Chartájában (2000) határozták meg az Európai Unió alapvető értékeit, célja, hogy az EU jogának részévé tegye az uniós polgárok, illetve az EU területén tartózkodó személyek számos személyes, állampolgári, politikai, gazdasági és társadalmi jogát. A Charta 11. cikke a véleménynyilvánítás és a tájékozódás szabadságáról rendelkezik: „Mindenkinek joga van a véleménynyilvánítás szabadságához. Ez a jog magában foglalja a véleményalkotás szabadságát, valamint az információk és eszmék megismerésének és közlésének szabadságát anélkül, hogy ebbe hatósági szerv beavatkozhatna, továbbá országhatárokra való tekintet nélkül.  A tömegtájékoztatás szabadságát és sokszínűségét tiszteletben kell tartani.”
Freedom of Information Act (2000): Az Egyesült Királyság információszabadság törvénye.  Fokozatosan – 4 évre elosztott feladatokkal – történt a bevezetése. Rendelkezése alapján minden adat nyilvános, kivéve a bírósági iratok (amelyek nem nyilvánosak), a személyes adatok, nemzetbiztonsági szervek iratai és a törvényben meghatározott egyéb dokumentumok.
Az Európai Parlament és a Tanács 2003/98/EK irányelve (2003. november 17.) a közszféra információinak további felhasználásáról rendelkezik. Az irányelv hatálya a tagállamok közigazgatási szervei birtokában lévő dokumentumok további felhasználása, valamint további felhasználása megkönnyítésének gyakorlati eszközei vonatkozásában állapít meg minimum szabályokat.
Az Európa Tanácsnak a közérdekű adatot tartalmazó iratokhoz való hozzáférésről szóló, 2009. június 18-án Tromsø-ban elfogadott Egyezményét a 2009. évi CXXXI. törvény hirdette ki. Az Egyezmény 2. cikke szerint:
„1.       A Feleknek megkülönböztetés nélkül, bárki számára biztosítaniuk kell a jogot, hogy adatigénylés alapján hozzáférhessenek a közhatalmi szerv kezelésében lévő, közérdekű adatot tartalmazó iratokhoz.
2.         A Feleknek meg kell tenniük a szükséges belső jogi intézkedéseket annak érdekében, hogy a közérdekű adatot tartalmazó iratokhoz való hozzáférés a jelen Egyezményben foglalt rendelkezések szerint érvényesülhessen.
3.         Ezeket az intézkedéseket legkésőbb akkor kell meghozni, amikor ez az Egyezmény az érintett Fél tekintetében hatályba lép.”

## Az információszabadság kialakulásának hazai története
1848-ban Magyarországon a forradalom és szabadságharc idején a 12 pontban megfogalmazott[2] követelések közt szerepelt a szabad sajtó kívánalma és a cenzúra eltörlése. A sajtószabadság egyben a véleménynyilvánítás szabadságát is jelentette.
Az információs jogok az 1989-es alkotmánymódosításkor az alapvető jogok és kötelezettségek fejezetében kaptak helyet a Magyar Köztársaság Alkotmányáról szóló 1949. évi XX. törvényben. A korábbi pártállami időszakban az átlátható polgár – átláthatatlan állam elv működött.
„Az 1989-es alkotmánymódosításnál felmerült a kérdés, hogy a magyar szabályozás melyik alapjogi modellt válassza: az úgyszólván minden korlátozást elvető amerikait vagy a szigorúbb, alkotmányos korlátokat beépítő nyugat-európait. A módosítások első verziója szerint valamennyi alapjog gyakorlása csak minősített többséggel elfogadott ún. alkotmányerejű törvényben megállapított módon volt korlátozható az állam biztonsága, a belső rend, a közbiztonság, a közegészség, a közerkölcs vagy mások alapvető jogainak és szabadsága védelmének érdekében. 1990 tavaszán az MDF-SZDSZ Paktum eredményeképp módosított Alkotmányból elhagyták a nemzetközi egyezményekben szokásos korlátokat és helyükre a német alkotmánynak megfelelő olyan rendelkezés került, mely megtiltja az alapjogok lényeges tartalmának módosítását. Ez utóbbi meghatározás gyakorlati kialakításának terhe az Alkotmánybíróság értelmezésére hárul(t).”
A Magyar Köztársaság Alkotmánya alapján a Magyar Köztársaságban mindenkit megillet a jóhírnévhez, a magánlakás sérthetetlenségéhez, valamint a magántitok és a személyes adatok védelméhez való jog. A személyes adatok védelméről szóló törvény elfogadásához a jelenlévő országgyűlési képviselők kétharmadának szavazata szükséges. A régi alkotmány 61. § (1) bekezdés alapján „A Magyar Köztársaságban mindenkinek joga van a szabad véleménynyilvánításra, továbbá arra, hogy a közérdekű adatokat megismerje, illetőleg terjessze.” A (2) bekezdés alapján „A Magyar Köztársaság elismeri és védi a sajtó szabadságát.” A (3) bekezdés alapján „A közérdekű adatok nyilvánosságáról szóló törvény, valamint a sajtószabadságról szóló törvény elfogadásához a jelenlévő országgyűlési képviselők kétharmadának szavazata szükséges.”
A személyes adatok védelméről és a közérdekű adatok nyilvánosságáról szóló 1992. évi LXIII. törvény az első olyan magyar jogszabály, amely Európa szerte újnak mondható. „Az Avtv. unikális sajátossága az európai szabályozáshoz képest, hogy szokásosan használt címével ellentétben nem "adatvédelmi" norma, hanem az információs szabadságjogok törvénye, vagyis a személyes adatok védelmén túl az információszabadság garanciáit is tartalmazza és a két szabadságjog „őrzésének” feladatával az adatvédelmi biztost bízza meg. Az adatvédelmi törvénnyel kapcsolatban sok szégyellnivalója nincs a magyar törvényhozásnak, hiszen például az olasz parlament is csak négy évvel később, 1996 decemberében alkotta meg a hasonló tárgyú törvényét.”
Az időközben hatályon kívül helyezett elektronikus információszabadságról szóló 2005. évi XC. törvény a közérdekű adatok megismerhetőségéhez és terjesztéséhez való alapvető jog érvényesülése érdekében került megalkotásra. A törvény a technika fejlődésének megfelelve céljaként határozta meg, hogy a közvélemény pontos és gyors tájékoztatása érdekében a közérdekű adatok a törvényben meghatározott körét elektronikus úton bárki számára személyazonosítás és adatigénylési eljárás nélkül, folyamatosan és díjmentesen közzétegyék.  
A 34/1994. (VI. 24.) AB határozat az Alkotmánybíróság az utólagos normakontroll-eljárásban azokat a jogszabályokat és állami irányítás egyéb jogi eszközeit vizsgálta, amelyek két politikai párt pártdokumentumainak levéltári kezelésének, megismerésének, tudományos kutatásának lehetőségeit és korlátait határozták meg. Megállapította, hogy alkotmányellenes a levéltári kutatások részletes szabályainak megállapítására a miniszteri utasítást és az alapjogot közvetlenül és jelentősen korlátozó rendeletet. Az Alkotmánybíróság továbbá ebben a döntésében megsemmisítette a teljes titokszabályozást.
Magyarország Alaptörvénye a 39. cikkben rendelkezik arról, hogy „A központi költségvetésből csak olyan szervezet részére nyújtható támogatás, vagy teljesíthető szerződés alapján kifizetés, amelynek tulajdonosi szerkezete, felépítése, valamint a támogatás felhasználására irányuló tevékenysége átlátható.”, valamint arról, hogy „A közpénzekkel gazdálkodó minden szervezet köteles a nyilvánosság előtt elszámolni a közpénzekre vonatkozó gazdálkodásával. A közpénzeket és a nemzeti vagyont az átláthatóság és a közélet tisztaságának elve szerint kell kezelni. A közpénzekre és a nemzeti vagyonra vonatkozó adatok közérdekű adatok.”
Az információs önrendelkezési jogról és az információszabadságról szóló 2011. évi CXII. törvény rendelkezik az információszabadságról, alapvető adatkezelési szabályokat határoz meg.

## Az információszabadság és aGDPRviszonya
A GDPR nem elsősorban az információszabadság jogi kereteit teremti meg és szabályozza, de vannak olyan rendelkezései is, amelyek említést tesznek az információszabadságot is érintő kérdésekről[3]. A rendelet felhatalmazza a tagállamokat arra, hogy a kivételeket, eltéréseket, szabályokat vagy pontosításokat állapítsanak meg, más esetekben viszont kifejezetten jogalkotási kötelezettséget ír elő. Ilyen érintett témakörök közé sorolható a vélemény és a tájékozódás szabadsága és az információszabadság is.
| Preambulum (4)        | A személyes adatok kezelését az emberiség szolgálatába kell állítani. A személyes adatok védelméhez való jog nem abszolút jog, azt az arányosság elvével összhangban, a társadalomban betöltött szerepének függvényében kell figyelembe venni, egyensúlyban más alapvető jogokkal. Ez a rendelet minden alapvető jogot tiszteletben tart, és szem előtt tartja a Chartában elismert és a Szerződésekben rögzített szabadságokat és elveket, különösen ami a magán- és a családi élet, az otthon és a kapcsolattartás tiszteletben tartásához és a személyes adatok védelméhez, a gondolat-, a lelkiismeret- és a vallásszabadsághoz, a véleménynyilvánítás szabadságához és a tájékozódás szabadságához, a vállalkozás szabadságához, a hatékony jogorvoslathoz és a tisztességes eljáráshoz, és a kulturális, vallási és nyelvi sokféleséghez való jogot illeti. |  |  |
| Preambulum (65)       | Az érintett jogosult arra, hogy kérhesse a rá vonatkozó személyes adatok helyesbítését és megilleti őt az „elfeledtetéshez való jog”, ha a szóban forgó adatok megőrzése sérti e rendeletet vagy az olyan uniós vagy tagállami jogot, amelynek hatálya az adatkezelőre kiterjed. Az érintett jogosult különösen arra, hogy személyes adatait töröljék és a továbbiakban ne kezeljék, ha a személyes adatok gyűjtése vagy más módon való kezelése az adatkezelés eredeti céljaival összefüggésben már nincs szükség, vagy ha az érintettek visszavonták az adatok kezeléshez adott hozzájárulásukat, vagy ha személyes adataik kezelése egyéb szempontból nem felel meg e rendeletnek. Ez a jog különösen akkor lényeges, ha az érintett gyermekként adta meg hozzájárulását, amikor még nem volt teljes mértékben tisztában az adatkezelés kockázataival, később pedig el akarja távolítani a szóban forgó személyes adatokat, különösen az internetről. Az érintett e jogát gyakorolhatja akkor is, ha már nem gyermek. Ugyanakkor a személyes adatok további megőrzése jogszerűnek tekinthető, ha az a véleménynyilvánítás és a tájékozódás szabadságához való jog gyakorlása, valamely jogi kötelezettségnek való megfelelés, illetőleg közérdekből végzett feladat végrehajtása vagy az adatkezelőre ruházott közhatalmi jogosítvány gyakorlása miatt, vagy a népegészségügy területét érintő közérdekből, közérdekű archiválás céljából, tudományos és történelmi kutatási célból vagy statisztikai célból, vagy jogi igények előterjesztéséhez, érvényesítéséhez, illetve védelméhez szükséges. |  |  |
| Preambulum (153)      | A tagállamok jogának össze kell egyeztetnie a véleménynyilvánítás és a tájékozódás – ideértve az újságírói, a tudományos, a művészi, illetve az irodalmi kifejezés – szabadságára vonatkozó szabályokat a személyes adatok védelmére vonatkozó, e rendelet szerinti joggal. Helyénvaló, hogy a kizárólag a személyes adatoknak az újságírás, a tudományos, a művészi vagy az irodalmi kifejezés céljából végzett kezelése eltérés tárgyát képezze vagy mentesüljön az e rendelet egyes rendelkezéseiben szereplő követelmények alól, ha ez ahhoz szükséges, hogy a személyes adatok védelméhez való jogot a véleménynyilvánítás szabadságához és tájékozódáshoz való joggal összeegyeztessék, amelyet a Charta 11. cikke biztosít. Ez alkalmazandó különösen a személyes adatok audiovizuális területen, valamint a hírarchívumokban és sajtókönyvtárakban történő kezelésére. Következésképpen a tagállamok jogalkotási intézkedések elfogadásával határozzák meg az ezen alapvető jogok közötti egyensúly érdekében a szükséges kivételeket és eltéréseket. A tagállamok kivételeket és eltéréseket fogadnak el az általános elvek, az érintett jogai, az adatkezelő és adatfeldolgozó, a személyes adatoknak harmadik országokba vagy nemzetközi szervezetek részére történő továbbítása, a független felügyeleti hatóságok, az együttműködés és az egységes alkalmazás, illetve az egyedi adatkezelési helyzetek tekintetében. Ha ezek a kivételek vagy eltérések a tagállamok között különböznek, az adatkezelőre alkalmazandó tagállami jogot kell alkalmazni. A véleménynyilvánítás szabadságához való jog minden demokratikus társadalomban fennálló jelentőségének figyelembevétele érdekében az e szabadsághoz tartozó olyan fogalmakat, mint az újságírás, tágan kell értelmezni. |  |  |
| 85. cikk (1) bekezdés | A tagállamok jogszabályban összeegyeztetik a személyes adatok e rendelet szerinti védelméhez való jogot a véleménynyilvánítás szabadságához és a tájékozódáshoz való joggal, ideértve a személyes adatok újságírási célból, illetve tudományos, művészi vagy irodalmi kifejezés céljából végzett kezelését is. |  |  |
| 85. cikk (2) bekezdés | A személyes adatok újságírási célból, illetve tudományos, művészi vagy irodalmi kifejezés céljából végzett kezelésére vonatkozóan a tagállamok kivételeket vagy eltéréseket határoznak meg a II. fejezet (elvek), a III. fejezet (az érintett jogai), a IV. fejezet (az adatkezelő és az adatfeldolgozó), az V. fejezet (a személyes adatok harmadik országokba vagy nemzetközi szervezetek részére történő továbbítása), a VI. fejezet (független felügyeleti hatóságok), a VII. fejezet (együttműködés és egységesség) és a IX. fejezet (az adatkezelés különös esetei) alól, ha e kivételek vagy eltérések szükségesek ahhoz, hogy a személyes adatok védelméhez való jogot össze lehessen egyeztetni a véleménynyilvánítás szabadságához és a tájékozódáshoz való joggal. |  |  |
| 86. cikk              | A közérdekű feladat teljesítése céljából közhatalmi szervek, vagy egyéb, közfeladatot ellátó szervek, illetve magánfél szervezetek birtokában lévő hivatalos dokumentumokban szereplő személyes adatokat az adott szerv vagy szervezet az uniós joggal vagy a szervre vagy szervezetre alkalmazandó tagállami joggal összhangban nyilvánosságra hozhatja annak érdekében, hogy a hivatalos dokumentumokhoz való nyilvános hozzáférést összeegyeztesse a személyes adatok e rendelet szerinti védelméhez való joggal. |  |  |

## Az információszabadság fogalma, jelentősége
Ahhoz, hogy az információszabadság fogalmát meghatározzuk, először annak tartalmát fontos megismerni. Sólyom László szerint az információszabadságnak (Freedom of Information: FOI) három pillérje van. Az egyik, az információkhoz jutás garanciáit és alapelveit tartalmazza, egy olyan alapjogot, amely biztosítja, hogy a közérdekű adatok megismerhetőek legyenek. A másik az információszabadság korlátait, törvényi kivételeket tartalmazza: azokat a szabályokat, amelyek az alapjog korlátozhatóságát megteremtik a szükségesség, arányosság és alkalmasság figyelembevételével. A harmadik egy olyan független szerv, „fórum”, amely e tevékenységét befolyásmentesen tudja ellátni, tevékenységét arájuk ruházott feladatok elvégzése és hatáskörök gyakorlása során teljesen függetlenül látja el.
Az információszabadság fogalmát sem az Alaptörvény, sem az információs önrendelkezési jogról és az információszabadságról szóló 2011. évi CXII. törvény (Infotv.) nem tartalmazza. A fogalom összesen tízszer szerepel az Infotv.-ben, ebből 3 esetben érdemileg használja a jogalkotó, a többi 7 esetben mindössze a törvény és a NAIH nevében találkozhatunk vele. Maga a törvény nem is értelmezi annak jelentését, úgy használja a fogalmat, hogy annak nem határozza meg a tartalmát. A fogalom meghatározásával kapcsolatban a hézagpótló szerepet a NAIH látja el, amely az egységes értelmezést segítve egy szótárban meghatároz több fogalmat, köztük az információszabadság fogalmát is.
A NAIH adatvédelmi értelmező szótárja alapján az információszabadság "a közérdekű, valamint közérdekből nyilvános adatok megismeréséhez és terjesztéséhez fűződő alapvető jog, mely elősegíti a közhatalom gyakorlásának demokratikus kontrollját és a közintézmények átláthatóságát (transzparencia).”
Az információszabadság tehát egy olyan tett megvalósításának lehetőségét jelenti, amely a jog szerint megillet és amely egy számunkra érthető, új ismeret megszerzésére irányul.  Az átláthatóság szempontjából pedig a közügyek átláthatósága a közérdekű és a közérdekből nyilvános adatok megismeréséhez és terjesztéséhez fűződő jogot jelenti. Egyrészt a közfeladatot ellátó szervek hozzáférést biztosító, illetve közzétételi kötelezettségét jelenti, másrészt mindenkit megillető jogosultság.
A Kúria szerint az információszabadság az állam közadataihoz való hozzáférés jogát jelenti, az államszervezet gazdálkodásával, működésével kapcsolatos adatok nyilvánosságának az érvényre juttatását foglalja magában.
Az információszabadság jelentősége:
1. közpénzekkel való gazdálkodás ellenőrzése átlátható állami gazdálkodás,
2. korrupció elleni harc,
3. a demokratikus közvélemény formálása,
4. a megalapozott véleménynyilvánítás, a felelősségteljes döntéshozatal alapja,
5. a kutatási élet szabadságának eszközjoga.

## Lábjegyzetek
[1] „Ugyan hová jutnánk, ha mindent, amit valaki a király titkos tanácsában elmond, és amit a többiek csak félig értenek meg vagy félreértenek, bűnként felrónánk az illetőnek? Többé senkinek sem lesz mersze nyíltan elmondani a véleményét a királynak.” (Lord Stafford)
[2] Habár Kossuth eredeti javaslatai már a szabadság iránti vágyat tükrözték, az első kívánalmak közül kimaradt a sajtószabadság iránti igény megfogalmazása, melyet az Ellenzéki Körrel történt egyeztetést követően fogalmaztak be e a petícióba. A 12 pont azonban nem volt mindenki számára egyértelmű, ezért Jókai Mór a nép által is megérthető magyarázatokkal látta el.
[3] Ez a rendelet minden alapvető jogot tiszteletben tart, és szem előtt tartja a Chartában elismert és a Szerződésekben rögzített szabadságokat és elveket, különösen ami a magán- és a családi élet, az otthon és a kapcsolattartás tiszteletben tartásához és a személyes adatok védelméhez, a gondolat-, a lelkiismeret- és a vallásszabadsághoz, a véleménynyilvánítás szabadságához és a tájékozódás szabadságához, a vállalkozás szabadságához, a hatékony jogorvoslathoz és a tisztességes eljáráshoz, és a kulturális, vallási és nyelvi sokféleséghez való jogot illeti.